# 웨이취안 드래건스
웨이취안 드래건스(중국어 정체자: 味全龍, 영어: Wei Chuan Dragons)는 중화민국 중화 직업봉구 대연맹에 소속되어 있는 프로야구팀이며 1999년 시즌 후 재정난으로 인해 해산됐으나 2019년 5월 13일 재창단하여 2020년 2군 리그를 시작으로 2021 시즌부터는 본격적으로 1군 리그에 참가했다. 연고지는 신주시이다. 또한 2021년까지 더우류 야구장을 홈 구장으로 사용하다가 2022년부터는 신주 시립 야구장을 홈 구장으로 사용했다. 타이베이시의 톈무 야구장을 공동 홈구장으로 사용한다.

## 영구 결번
- #85 쉬성밍(2021~ ): 웨이취안 드래건스 3년 연속 우승의 공신, 웨이취안 드래건스를 CPBL 팀 중 강팀으로 만든 인물이다.

## 같이 보기
- 중화 직업봉구 대연맹